# Mesoleius gelidor
Mesoleius gelidor là một loài tò vò trong họ Ichneumonidae.